# Gabriel Slaughter
Gabriel Slaughter, född 12 december 1767 i Culpeper County, Virginia, död 19 september 1830 i Mercer County, Kentucky, var en amerikansk politiker (demokrat-republikan). Han var Kentuckys viceguvernör 1808–1812 och 1816 samt guvernör 1816–1820.
Slaughter tillträdde 1801 som ledamot av Kentuckys senat och 1808 valdes han till viceguvernör, ett ämbete som han innehade i fyra år. Han deltog i  1812 års krig och utmärkte sig särskilt i slaget vid New Orleans. År 1816 tillträdde han på nytt som viceguvernör.
Guvernör George Madison avled i oktober 1816 i ämbetet och efterträddes av Slaughter. År 1820 efterträddes Slaughter i sin tur som guvernör av John Adair. Baptisten Slaughter avled 1830 och gravsattes på en familjekyrkogård.